# 達瓦勾昂
達瓦勾昂（鄒語：Tavakonga），是台灣布農族蘭社群傳說中的始祖、也是射日英雄，其傳說內容受鄒族影響相當深。

## 神話

### 出生
達瓦勾昂的母親是一位叫做薩尤努（Sayungu）的女性，她在弟弟入贅其他人家之後就獨自生活著。有一天她去捕魚的時候，一直有一根木頭妨礙到她，就算她把木頭丟到下游也會漂回來，她最後便把木頭放在衣服裡繼續捕魚，結果捕完魚回家後木頭就不見了，她反而因為不明原因而懷孕，並且在短時間內生下一名發育完全的男嬰，取名為達瓦勾昂，由於她還沒結婚，怕惹族人非議，因此她不敢讓別人看到自己的兒子，有人來時就把他藏在穀倉裡。

### 打獵
後來達瓦勾昂十幾歲的時候，他開始展現自己卓越的射箭天分，不管是什麼樣的動物、甚至遠在懸崖上，他都可以用箭射死，而也因為他打獵的收穫，讓經常被薩尤努找來處理獵物的弟弟懷疑家裡的狀況，薩尤努一開始說是自己用鐵鍬打死的，但弟弟不信，後來才鬆口道出實情，並且引介達瓦勾昂和弟弟認識，弟弟見到自己的侄子後，對他是個健壯的男性感到非常開心。在得到了家人的承認後，達瓦勾昂更加卓越的發揮自己的能力，每次入山都可以獵到大量的獵物，卻不知道為甚麼總是不讓人看自己的箭，後來弟弟趁著他去取水的時候偷看，發現他是以燧石來製箭的。

### 射日
當達瓦勾昂長大後，因為當時天空上有兩個太陽輪流照耀世界，族人生活的相當辛苦，達瓦勾昂因此決定前往東方射殺了其中一個太陽，並且在幾年後成功回來，從此世界有了晝夜之分，被射殺的太陽後來就變成了月亮。

### 死亡
後來，當達瓦勾昂年老即將去世時，他向族人表示自己死後會變成一隻鳥，要族人在出門前聽他的叫聲占卜吉凶，如果是凶兆的話就絕對不要去。而蘭社群的族人也因此稱他們的占卜鳥為達瓦勾昂。